# Wielersport op de Olympische Zomerspelen 2024
Wielersport is een van de sporten die worden beoefend tijdens de Olympische Zomerspelen 2024 in Parijs. Het is na atletiek en zwemmen de olympische discipline met de meeste deelnemers: het internationaal olympisch comité (IOC) stelde het aantal deelnemers voor deze editie van de Spelen op 514, waarvan 190 in het baanwielrennen en 180 in het wegwielrennen. Voor het eerst in de olympische geschiedenis zijn er evenveel vrouwelijke als mannelijke deelnemers bij het wielrennen. Vergeleken met de vorige editie is het aantal onderdelen gelijk gebleven, maar het aantal deelnemers is iets afgenomen (van 528 in 2020 naar 514 in 2024).
De onderdelen van het olympisch wielerprogramma –baanwielrennen, BMX freestyle, BMX race, mountainbiken, wegwielrennen, tijdrijden– vinden plaats van 27 juli tot en met 11 augustus op verschillende locaties in en nabij Parijs.

## Onderdelen
Baanwielrennen
Het baanwielrennen telt 190 deelnemers (95 per geslacht) en vindt plaats in de Vélodrome de Saint-Quentin-en-Yvelines in Montigny-le-Bretonneux, in de buurt van Parijs.
BMX
BMX racen heeft 48 deelnemers (24 per geslacht) en vindt plaats in het BMX-stadion naast het Vélodrome de Saint-Quentin-en-Yvelines.
BMX freestyle heeft 24 deelnemers (12 per geslacht) en wordt op het Place de la Concorde gehouden.
Mountainbiken
Het mountainbiken vindt plaats op de Colline d'Élancourt, een 231 meter hoge beboste heuvel in Élancourt ten zuid-westen van Parijs, waar een parcours is uitgezet met een lengte van 4,4 kilometer en een hoogteverschil van 110 meter. Het aantal rondes dat de deelnemers (35 mannen en 35 vrouwen) moeten fietsen wordt een dag voor de wedstrijd bekend gemaakt.
Tijdrit
Aan de tijdrit doen 35 mannen en 35 vrouwen mee die, voor het eerst in de olympische geschiedenis, hetzelfde parcours rijden. De 32,4 kilometer tellende route heeft weinig hoogteverschillen. De renners gaan van start op de Esplanade des Invalides en finishen op de Pont Alexandre III.
Wegwedstrijd
De wegwedstrijd (180 deelnemers, 90 per geslacht) vindt, net als de tijdrit, plaats op de openbare weg in en om Parijs. Het parcours van de wegwedstrijd voor mannen is 273 kilometer lang en telt 2800 hoogtemeters. Die voor vrouwen is 158 kilometer lang en telt 1700 hoogtemeters. De wegwedstrijd begint en eindigt bij de Pont d'Iéna tegenover de Trocadéro in het centrum van Parijs.

## Competitieschema
Hieronder volgt het programma van de verschillende onderdelen van de wielersport op de Olympische Zomerspelen 2024.
| Onderdeel↓/Datum → | 27 | 28 | 29 | 30 | 31 | 1 | 1  | 2 | 2 | 3 | 4 |
| ------------------ | -- | -- | -- | -- | -- | - | -- | - | - | - | - |
| BMX                |    |    |    |    |    |   |    |   |   |   |   |
| BMX freestyle (m)  |    |    |    | V  | F  |   |    |   |   |   |   |
| BMX race (m)       |    |    |    |    |    | ¼ | HK | ½ | F |   |   |
| BMX freestyle (v)  |    |    |    | V  | F  |   |    |   |   |   |   |
| BMX race (v)       |    |    |    |    |    | ¼ | HK | ½ | F |   |   |
| Mountainbiken      |    |    |    |    |    |   |    |   |   |   |   |
| Mountainbike (m)   |    |    | F  |    |    |   |    |   |   |   |   |
| Mountainbike (v)   |    | F  |    |    |    |   |    |   |   |   |   |
| Wegwielrennen      |    |    |    |    |    |   |    |   |   |   |   |
| Wegwedstrijd (m)   |    |    |    |    |    |   |    |   |   | F |   |
| Tijdrit (m)        | F  |    |    |    |    |   |    |   |   |   |   |
| Wegwedstrijd (v)   |    |    |    |    |    |   |    |   |   |   | F |
| Tijdrit (v)        | F  |    |    |    |    |   |    |   |   |   |   |

| Onderdeel↓/Datum →       | 5 | 5 | 5 | 6 | 6 | 7 | 7 | 8  | 8  | 8  | 8  | 9 | 9 | 10 | 10 | 11 | 11 | 11 | 11 |
|                          | M | M | M | M | M | O | M | M  | M  | M  | M  | O | M | M  | M  | M  | M  | M  | M  |
| ------------------------ | - | - | - | - | - | - | - | -- | -- | -- | -- | - | - | -- | -- | -- | -- | -- | -- |
| Olympische sprint (m)    |   |   |   |   |   | S | S | ¼  | ¼  | ¼  | ¼  | ½ | F |    |    |    |    |    |    |
| Teamsprint (m)           | S | S | S | ½ | F |   |   |    |    |    |    |   |   |    |    |    |    |    |    |
| Keirin (m)               |   |   |   |   |   |   |   |    |    |    |    |   |   | S  |    | ¼  | ¼  | ½  | F  |
| Ploegenachtervolging     | S | S | S | ½ | ½ |   | F |    |    |    |    |   |   |    |    |    |    |    |    |
| Omnium (m)               |   |   |   |   |   |   |   | SC | TR | AK | PK |   |   |    |    |    |    |    |    |
| Koppelkoers (m)          |   |   |   |   |   |   |   |    |    |    |    |   |   | F  | F  |    |    |    |    |
| Olympische sprint (v)    |   |   |   |   |   |   |   |    |    |    |    | S | S | S  | ¼  | ½  | ½  | F  | F  |
| Teamsprint (v)           | S | ½ | F |   |   |   |   |    |    |    |    |   |   |    |    |    |    |    |    |
| Keirin (v)               |   |   |   |   |   | S |   | ¼  | ¼  | ½  | F  |   |   |    |    |    |    |    |    |
| Ploegenachtervolging (v) |   |   |   | S | S | ½ | F |    |    |    |    |   |   |    |    |    |    |    |    |
| Omnium (v)               |   |   |   |   |   |   |   |    |    |    |    |   |   |    |    | SC | TR | AK | PK |
| Koppelkoers (v)          |   |   |   |   |   |   |   |    |    |    |    | F | F |    |    |    |    |    |    |

## Medailles

### Medaillewinnaars

#### Baan
| Onderdeel              | Goud | Goud                                                         | Zilver | Zilver                                                    | Brons | Brons                                                        |
| ---------------------- | ---- | ------------------------------------------------------------ | ------ | --------------------------------------------------------- | ----- | ------------------------------------------------------------ |
| Keirin (m)             | NED  | Harrie Lavreysen                                             | AUS    | Matthew Richardson                                        | AUS   | Matthew Glaetzer                                             |
| Olympische sprint (m)  | NED  | Harrie Lavreysen                                             | AUS    | Matthew Richardson                                        | GBR   | Jack Carlin                                                  |
| Koppelkoers (m)        | POR  | Iúri Leitão Rui Oliveira                                     | ITA    | Simone Consonni Elia Viviani                              | DEN   | Niklas Larsen Michael Mørkøv                                 |
| Omnium (m)             | FRA  | Benjamin Thomas                                              | POR    | Iúri Leitão                                               | BEL   | Fabio Van den Bossche                                        |
| Ploegachtervolging (m) | AUS  | Oliver Bleddyn Sam Welsford Conor Leahy Kelland O'Brien      | GBR    | Ethan Hayter Daniel Bigham Charlie Tanfield Ethan Vernon  | ITA   | Simone Consonni Filippo Ganna Francesco Lamon Jonathan Milan |
| Team sprint (m)        | NED  | Roy van den Berg Harrie Lavreysen Jeffrey Hoogland           | GBR    | Ed Lowe Hamish Turnbull Jack Carlin                       | AUS   | Leigh Hoffman Matthew Richardson Matthew Glaetzer            |
|                        |      |                                                              |        |                                                           |       |                                                              |
| Keirin (v)             | NZL  | Ellesse Andrews                                              | NED    | Hetty van de Wouw                                         | GBR   | Emma Finucane                                                |
| Olympische sprint (v)  | NZL  | Ellesse Andrews                                              | GER    | Lea Friedrich                                             | GBR   | Emma Finucane                                                |
| Koppelkoers (v)        | ITA  | Chiara Consonni Vittoria Guazzini                            | GBR    | Elinor Barker Neah Evans                                  | NED   | Lisa van Belle Maike van der Duin                            |
| Omnium (v)             | USA  | Jennifer Valente                                             | POL    | Daria Pikulik                                             | NZL   | Ally Wollaston                                               |
| Ploegachtervolging (v) | USA  | Jennifer Valente Lily Williams Chloé Dygert Kristen Faulkner | NZL    | Ally Wollaston Bryony Botha Emily Shearman Nicole Shields | GBR   | Elinor Barker Josie Knight Anna Morris Jessica Roberts       |
| Team sprint (v)        | GBR  | Katy Marchant Sophie Capewell Emma Finucane                  | NZL    | Rebecca Petch Shaane Fulton Ellesse Andrews               | GER   | Pauline Grabosch Emma Hinze Lea Sophie Friedrich             |

#### BMX
| Onderdeel     | Goud | Goud            | Zilver | Zilver         | Brons | Brons            |
| ------------- | ---- | --------------- | ------ | -------------- | ----- | ---------------- |
| Freestyle (m) | ARG  | José Torres Gil | GBR    | Kieran Reilly  | FRA   | Anthony Jeanjean |
| Race (m)      | FRA  | Joris Daudet    | FRA    | Sylvain André  | FRA   | Romain Mahieu    |
|               |      |                 |        |                |       |                  |
| Freestyle (v) | CHN  | Deng Yawen      | USA    | Perris Benegas | AUS   | Natalya Diehm    |
| Race (v)      | AUS  | Saya Sakakibara | NED    | Manon Veenstra | SUI   | Zoé Claessens    |

#### Mountainbike
| Onderdeel | Goud | Goud                   | Zilver | Zilver          | Brons | Brons          |
| --------- | ---- | ---------------------- | ------ | --------------- | ----- | -------------- |
| Mannen    | GBR  | Tom Pidcock            | FRA    | Victor Koretzky | RSA   | Alan Hatherly  |
|           |      |                        |        |                 |       |                |
| Vrouwen   | FRA  | Pauline Ferrand-Prévot | USA    | Haley Batten    | SWE   | Jenny Rissveds |

#### Weg
| Onderdeel        | Goud | Goud             | Zilver | Zilver           | Brons | Brons              |
| ---------------- | ---- | ---------------- | ------ | ---------------- | ----- | ------------------ |
| Tijdrit (m)      | BEL  | Remco Evenepoel  | ITA    | Filippo Ganna    | BEL   | Wout van Aert      |
| Wegwedstrijd (m) | BEL  | Remco Evenepoel  | FRA    | Valentin Madouas | FRA   | Christophe Laporte |
|                  |      |                  |        |                  |       |                    |
| Tijdrit (v)      | AUS  | Grace Brown      | GBR    | Anna Henderson   | USA   | Chloé Dygert       |
| Wegwedstrijd (v) | USA  | Kristen Faulkner | NED    | Marianne Vos     | BEL   | Lotte Kopecky      |

### Medaillespiegel
| Plaats | Land             | NOC    | Goud | Zilver | Brons | Totaal |
| ------ | ---------------- | ------ | ---- | ------ | ----- | ------ |
| 1      | Frankrijk        | FRA    | 3    | 3      | 3     | 9      |
| 2      | Nederland        | NED    | 3    | 3      | 1     | 7      |
| 3      | Australië        | AUS    | 3    | 2      | 3     | 8      |
| 4      | Verenigde Staten | USA    | 3    | 2      | 1     | 6      |
| 5      | Groot-Brittannië | GBR    | 2    | 5      | 4     | 11     |
| 6      | Nieuw-Zeeland    | NZL    | 2    | 2      | 1     | 5      |
| 7      | België           | BEL    | 2    | 0      | 3     | 5      |
| 8      | Italië           | ITA    | 1    | 2      | 1     | 4      |
| 9      | Portugal         | POR    | 1    | 1      | 0     | 2      |
| 10     | Argentinië       | ARG    | 1    | 0      | 0     | 1      |
| 10     | China            | CHN    | 1    | 0      | 0     | 1      |
| 12     | Duitsland        | GER    | 0    | 1      | 1     | 2      |
| 13     | Polen            | POL    | 0    | 1      | 0     | 1      |
| 14     | Denemarken       | DEN    | 0    | 0      | 1     | 1      |
| 14     | Zuid-Afrika      | RSA    | 0    | 0      | 1     | 1      |
| 14     | Zweden           | SWE    | 0    | 0      | 1     | 1      |
| 14     | Zwitserland      | SUI    | 0    | 0      | 1     | 1      |
| Totaal | Totaal           | Totaal | 22   | 22     | 22    | 66     |

Atletiek · Badminton · Basketbal · Boksen · Boogschieten · Breaking · Gewichtheffen · Golf · Gymnastiek · Handbal · Hockey · Judo · Kanovaren · Klimsport · Moderne vijfkamp · Paardensport · Roeien · Rugby · Schermen · Schietsport · Schoonspringen · Skateboarden  · Surfen · Synchroonzwemmen · Taekwondo · Tafeltennis · Tennis · Triatlon · Voetbal · Volleybal · Waterpolo · Wielersport · Worstelen · Zeilen · Zwemmen
Athene 1896 · 
Parijs 1900 · 
St. Louis 1904 · 
Londen 1908 · 
Stockholm 1912 · 
Antwerpen 1920 · 
Parijs 1924 · 
Amsterdam 1928 · 
Los Angeles 1932 · 
Berlijn 1936 · 
Londen 1948 · 
Helsinki 1952 · 
Melbourne 1956 · 
Rome 1960 · 
Tokio 1964 · 
Mexico-stad 1968 · 
München 1972 · 
Montréal 1976 · 
Moskou 1980 · 
Los Angeles 1984 · 
Seoel 1988 · 
Barcelona 1992 · 
Atlanta 1996 · 
Sydney 2000 · 
Athene 2004 · 
Peking 2008 · 
Londen 2012 · 
Rio de Janeiro 2016 ·
Tokio 2020 ·
Parijs 2024 ·
Los Angeles 2028
Medaillewinnaars: Baanwielrennen · BMX · Mountainbike · Wegwielrennen